# Lexus IS
Lexus IS er en personbilsmodel fra den japanske bilfabrikant Toyota, som til sine dyrere bilmodeller benytter varemærket Lexus. Lexus IS hed i Japan frem til modelskiftet i efteråret 2005 dog Toyota Altezza og kom på markedet i 1998. De forskellige versioner af IS-serien hedder IS 200, IS 300, IS 220d, IS 250(C), IS 350 og IS-F og har enten bag- eller firehjulstræk (IS 200 SportCross).

## Markedsposition
I Europa konkurrerer IS-serien blandt andet med de ligeledes baghjulstrukne BMW 3-serie og Mercedes-Benz C-klasse. På trods af et omfangsrigt standardudstyr har IS-serien ikke opnået større succes indenfor sit markedssegment. I USA sælger IS-serien, åbenbart på grund af mærket Lexus' større popularitet, betydeligt bedre. En yderligere grund til de lave salgstal i Europa er det begrænsede motorprogram, som frem til modelskiftet i 2005 ikke omfattede nogen versioner med dieselmotor. Først ved modelskiftet i november 2005 kom en helt nyudviklet bil på markedet med tre nye motorer; en 2,5-liters benzinmotor i IS 250, en 3,5-liters benzinmotor i IS 350 (kun i Nordamerika og Japan) og en 2,2-liters dieselmotor i IS 220d (kun Europa).
I Japan blev med anden generation af IS-serien navnet Lexus genintroduceret, hvormed modelbetegnelsen Toyota Altezza bortfaldt og blev afløst af den over hele verden gældende betegnelse Lexus IS. Dermed bortfaldt også de hidtil benyttede Altezza-modelbetegnelser AS 200, RS 200 og AS 300.

## Første generation (XE1)
I efteråret 1998 blev den første generation (XE1) af Lexus IS introduceret. I Europa kom modellen på markedet i foråret 1999.
Modellen, som i første omgang kun fandtes som sedan, skulle udvide Lexus' kundekreds med yngrere købere.
Modelprogrammet blev samtidig med et diskret facelift i efteråret 2001 udvidet med en hatchback betegnet SportCross.

### Tekniske data
| Model       | Cylindre | Slagvolume cm³ | Max. effekt kW (hk) | Max. drejningsmoment Nm | 0-100 km/t sek. | Topfart km/t |
| ----------- | -------- | -------------- | ------------------- | ----------------------- | --------------- | ------------ |
| IS 200      | 6        | 1988           | 114 (155)           | 195                     | 9,5             | 215          |
| IS 200 aut. | 6        | 1988           | 114 (155)           | 195                     | 9,7             | 210          |
| IS 300      | 6        | 2997           | 157 (214)           | 288                     | 8,2             | 230          |

- IS 300 bagfra
- Lexus IS 300 SportCross (2001–2005)

## Anden generation (XE2)
Med IS-serien, hvor IS står for "Individual Sports", konkurrerer Lexus på det europæiske marked i den store mellemklasse med BMW 3-serien og Audi A4. Anden generation har V6-motor og for første gang en firecylindret dieselmotor. 2,2-litersmotoren med commonrail-indsprøjtning og 130 kW (177 hk) kommer fra Toyota Avensis, Corolla Verso og Auris. Nyt var også en 2,5-liters V6-benzinmotor med direkte indsprøjtning og 153 kW (208 hk). Dieselmotoren findes kun med sekstrins manuel gearkasse, og benzinmotoren på det europæiske marked findes både med manuelt og med automatgear.
- IS 250 bagfra
- Cockpit (IS 220d)

På North American International Auto Show i Detroit introduceredes i 2006 den nye Lexus IS-F. Den sportsligt betonede IS-F er udstyret med en V8-motor på 5,0 liter med 311 kW (423 hk). Det maksimale drejningsmoment på 505 Nm overføres gennem Lexus' nye automatgear med otte trin. Modellen kom til Europa i første kvartal af 2008.

### Facelift
I april 2009 blev IS-serien for første gang modificeret. Derved blev fronten nydesignet med bl.a. andre tågelygter og baglygterne blev ændret så et L (for Lexus) går henover lygteglasset.. Også teknikken blev modificeret.
I juni 2009 introduceredes cabrioletudgaverne IS 250C og IS 350C (ikke i Europa). Taget består af en fast fuldstændig aluminiumskonstruktion, som i tre dele kan foldes fuldautomatisk sammen i bagagerummet på 20 sekunder. Interiøret samt V6-motorerne på 2,5 og 3,5 liter er de samme som i sedanen.
Som en af få Lexus-modeller findes IS indtil videre ikke som hybridbil; i USA og Japan sælges i stedet Lexus HS for at lukke dette hul.
- Lexus IS 250 (2009–2010)
- Bagfra
- Lexus IS 250C (2009–2010)

I rammerne af et yderligere facelift i november 2010, som medførte en modificeret kølergrill og modificerede kofangere samt nydesignede for- og baglygter, fulgte en til dieselversion, hvis effekt er reduceret med 20 kW (27 hk) til 110 kW (150 hk). Derved faldt brændstofforbruget til 5,1 l/100 km (134 g/km CO2). Denne nye version er frem for alt tilegnet erhvervskunder, hvor 110 kW (150 hk) er grænsen for motorydelse. Konkurrenten BMW 320d findes også i en lignende flådeversion.
- Lexus IS 250 (2010−)
- Bagfra

### Tekniske data
| Model         | Cylindre | Slagvolume cm³ | Max. effekt kW (hk) | Max. drejningsmoment Nm      | 0-100 km/t sek. | Topfart km/t |
| ------------- | -------- | -------------- | ------------------- | ---------------------------- | --------------- | ------------ |
| Benzinmotorer |          |                |                     |                              |                 |              |
| IS 250        | 6        | 2500           | 153 (208)           | 252 / 4800 omdr./min.        | 8,1             | 230          |
| IS 250C       | 6        | 2500           | 153 (208)           | 252 / 4800 omdr./min.        | 9,0             | 210          |
| IS 350*       | 6        | 3456           | 228 (310)           | 375 / 4800 omdr./min.        | 5,6             | 230          |
| IS-F          | 8        | 4969           | 311 (423)           | 505 / 5200 omdr./min.        | 4,8             | 270          |
| Dieselmotorer |          |                |                     |                              |                 |              |
| IS 200d       | 4        | 2231           | 110 (150)           | 340 / 2000 − 2800 omdr./min. | 10,2            | 205          |
| IS 220d       | 4        | 2231           | 130 (177)           | 400 / 2000 − 2800 omdr./min. | 8,9             | 220          |

* Kun for Nordamerika og Japan